# Liste der Einträge im National Register of Historic Places im Rusk County (Texas)
Die Liste der Registered Historic Places im Rusk County führt alle Bauwerke und historischen Stätten im texanischen Rusk County auf, die in das National Register of Historic Places aufgenommen wurden.

## Aktuelle Einträge
| Lfd. Nr. | Name                                   | Bild | Datum der Eintragung | Adresse/Lage                                                    | Ort       | ID       | Beschreibung |
| -------- | -------------------------------------- | ---- | -------------------- | --------------------------------------------------------------- | --------- | -------- | ------------ |
| 1        | Elias and Mattie Crim House            |      | 17. Aug. 2005        | 310 E. Main St.                                                 | Henderson | 05000892 |              |
| 2        | Harmony Hill Site                      |      | 13. Mai 1976         | Address Restricted                                              | Tatum     | 76002062 |              |
| 3        | Henderson Commercial Historic District |      | 10. März 1995        | Roughly bounded by Charlevoix, Marshall, Elk and Van Buren Sts. | Henderson | 95000219 |              |
| 4        | Hudnall-Pirtle Site                    |      | 11. Sep. 1991        | Address Restricted                                              | Easton    | 91001159 |              |
| 5        | Musgano Site                           |      | 24. Juni 1976        | Address Restricted                                              | Tatum     | 76002063 |              |
| 6        | Poe-Jones-Richardson House             |      | 19. März 1982        | 300 Tipps St.                                                   | Henderson | 80004147 |              |